# Albert Guendelstein
Albert Aleksdandrovitch Guendelstein (russe : Альбе́рт Алекса́ндрович Гендельште́йн ; ukrainien : Альберт Олександрович Гендельштейн), né le 4 avril 1906 à Kiev (Empire russe) et mort le 25 mars 1981 à Moscou (Union soviétique), est un réalisateur et scénariste soviétique.

## Filmographie

### Réalisation
- 1935 : Femmes en révolte (Любовь и ненависть)
- 1938 : Le Train va à Moscou (ru) (Поезд идет в Москву) — court métrage
- 1943 : Lermontov (ru) (Лермонтов)
- 1950 : Premières Ailes (Первые крылья) — moyen métrage documentaire
- 1961 : Au fond des mines sibériennes (Во глубине сибирских руд) — court métrage documentaire

### Scénario
- 1938 : Le Train va à Moscou (Поезд идет в Москву) — court métrage
- 1956 : Le Navire école Tovarichtch prend la mer (Товарищ уходит в море) de Nikita Kourikhine